# Các hồ Ounianga
Các hồ Ounianga là một loạt các hồ nằm trong sa mạc Sahara nằm ở đông bắc Tchad, bao gồm một bộ phận lưu vựcn ở phía tây Dãy núi Tibesti và đông Ennedi. Năm 2012, hệ thống các hồ Ounianga được UNESCO đưa vào danh sách di sản thế giới.
Điều đặc biệt của hệ thống hồ này là có các hồ nước mặn và các hồ nước ngọt cách nhau 40 km. Hệ thống 4 hồ nước mặn được gọi là Ounianga Kebir và nơi sinh sống của loài tảo và các vi sinh vật. Hệ thống thứ hai là gồm 14 hồ nước ngọt được gọi là Ounianga Serir (hồ Teli lớn nhất với diện tích 436 ha) được ngăn cách bởi những cồn cát. Đây là nơi sinh sống của các loài cá nước ngọt đặc hữu và được tôn lên bởi lau sậy xung quanh.
Hệ thống các hồ nước có niên đại cách đây 10.000 năm, nguồn nước được cung cấp bởi các mạch nước ngầm khiến nó là hệ thống hồ duy nhất trên thế giới với các hồ nước nhiều màu sắc (xanh lam, xanh lá cây, đỏ nhạt do thành phần hóa học trong mỗi hồ), lượng nước ngọt luôn có trong hồ cùng thảm thực vật nổi, những gợn sóng lăn tăn khi có gió tạo thành một quang cảnh tự nhiên vô cùng ấn tượng "sóng nước giữa sa mạc".

## Hình ảnh

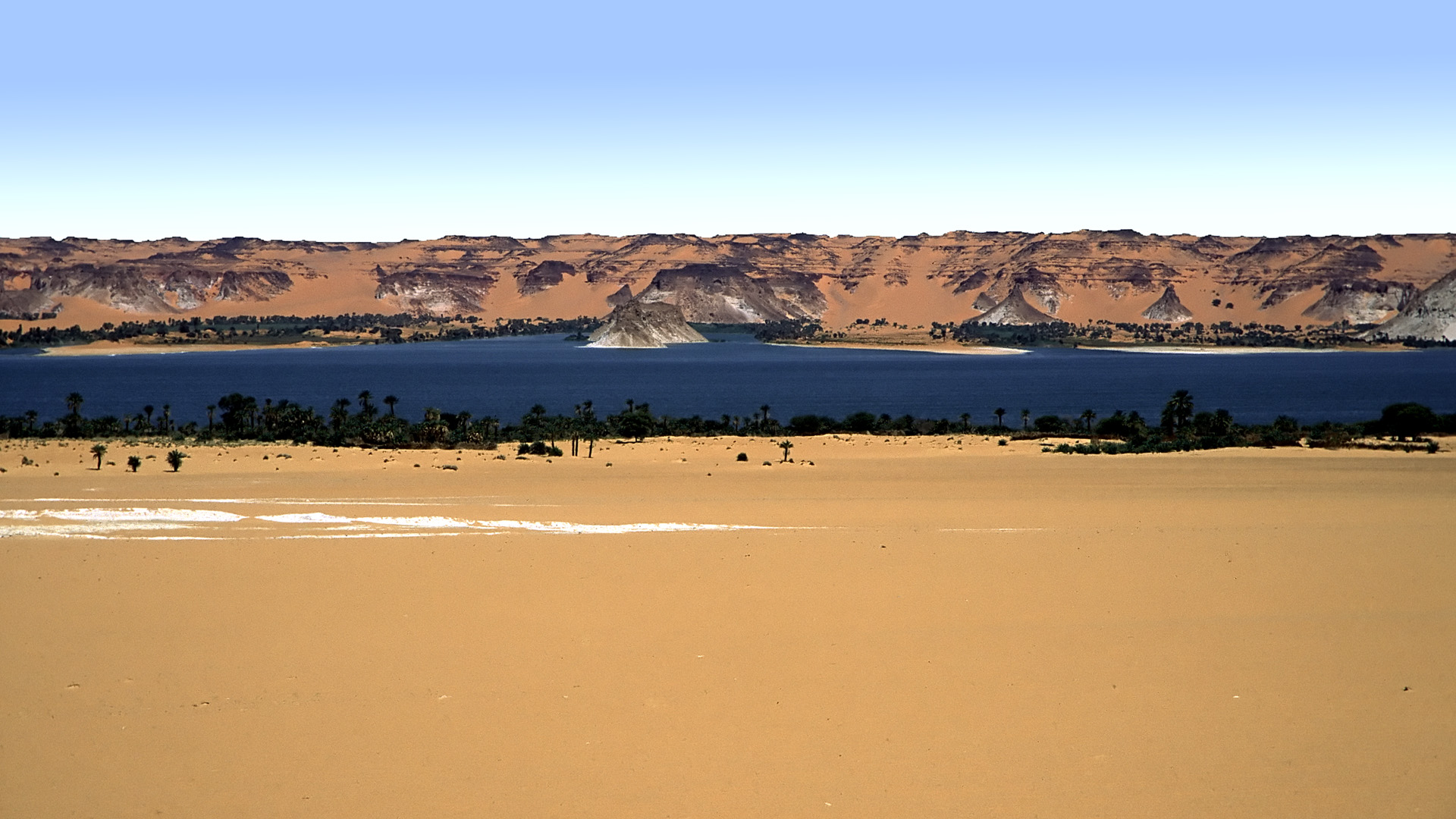
Hệ thống các hồ nước ngọt Ounianga Serir
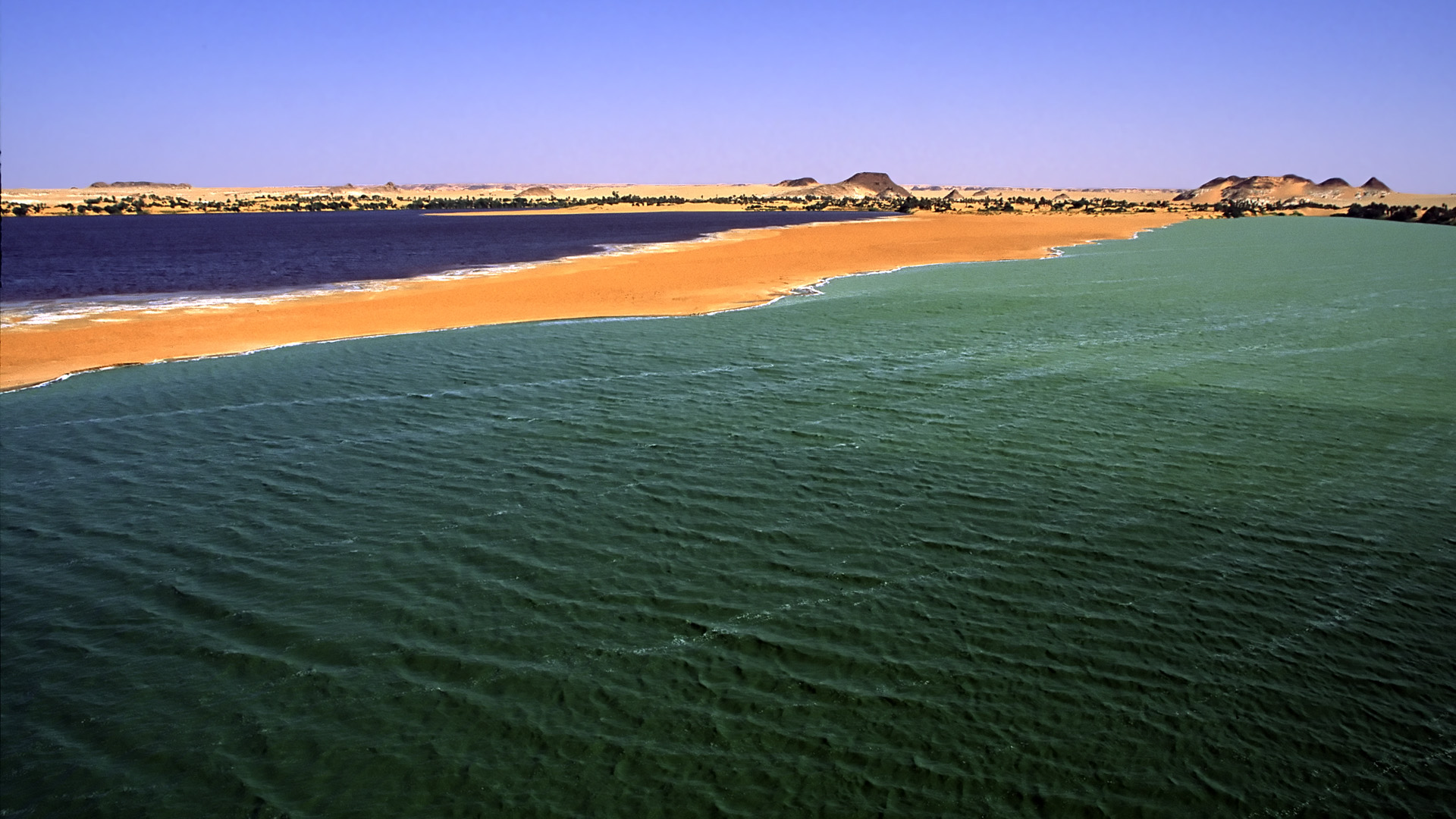
Hồ Katam với màu xanh lá
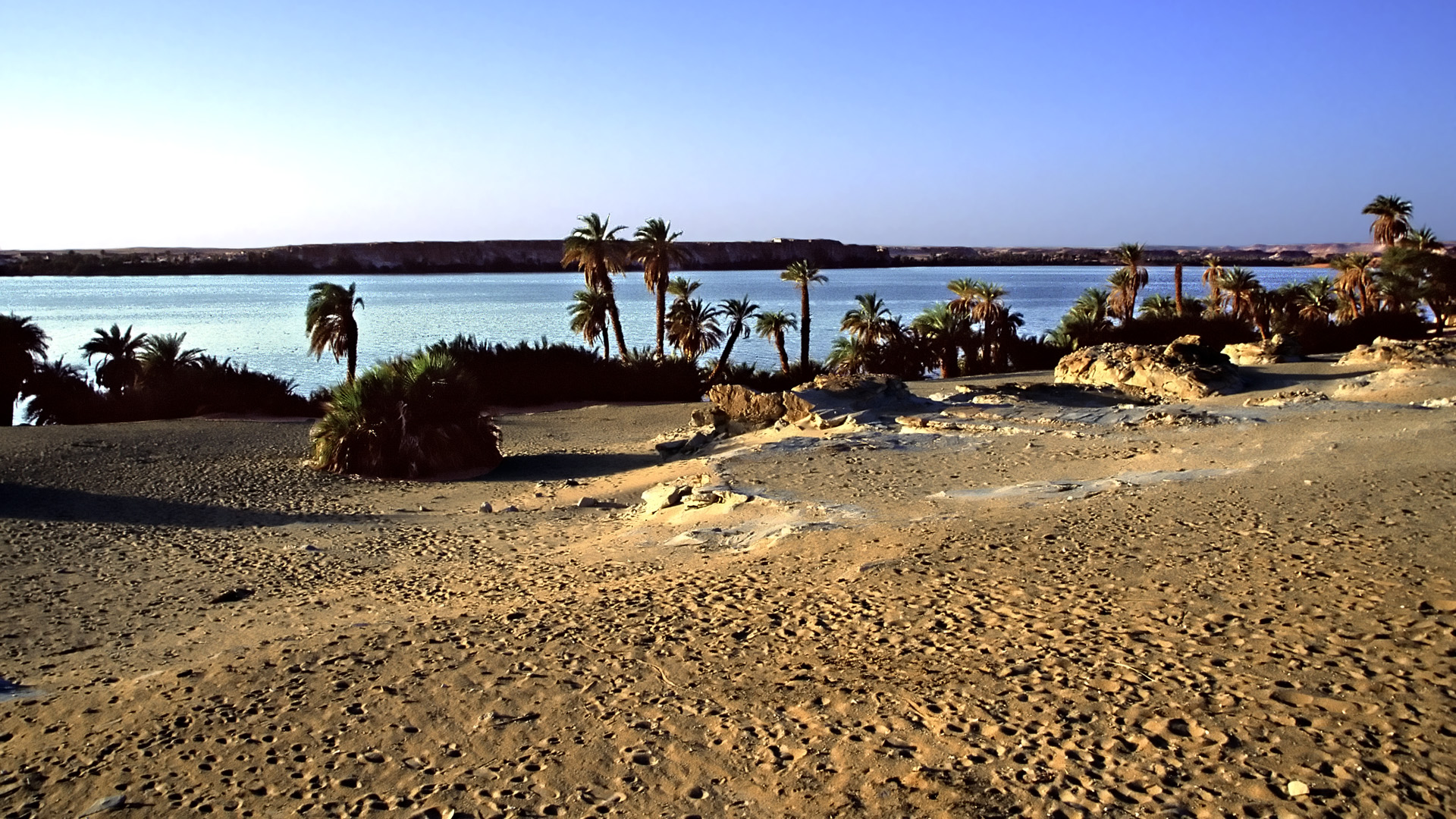
Hồ Yoan - hồ nước mặn với màu xanh lam